# Honig (firma)
Honig is een zetmeel- en voedingsmiddelenconcern uit Koog aan de Zaan, genoemd naar de doopsgezinde familie Honig. Het voorgeslacht hield zich vooral met de papierfabricage bezig, zie Honig Breet. Het merk Honig voor droge soepen en pasta's is sinds het jaar 2000 eigendom van Heinz.

## Geschiedenis

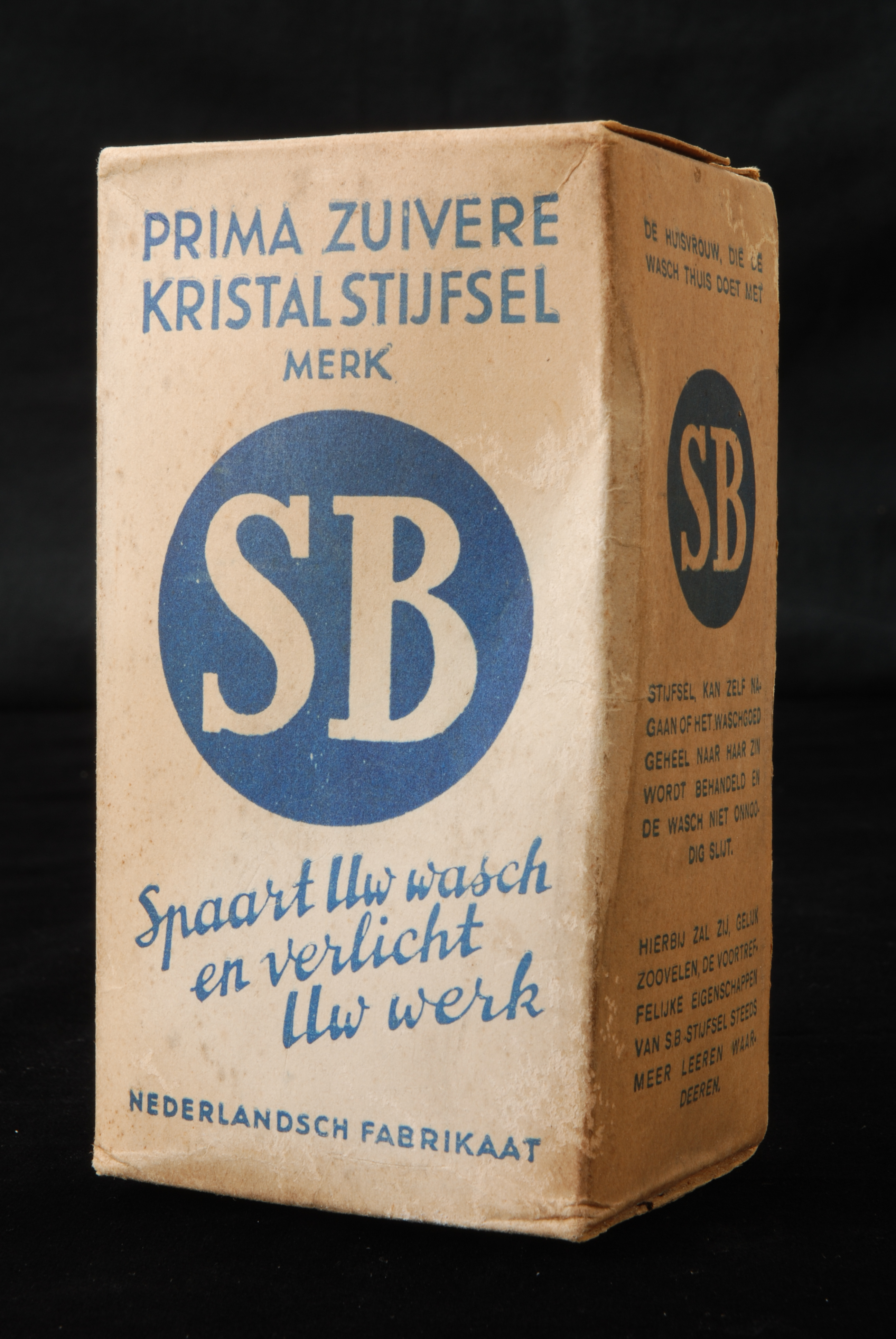
Stijfsel van Stijfselfabriek "De Bijenkorf"

Op 9 mei 1867 kocht Klaas Honig de houten stijfselmakerij De Troffel te Koog aan de Zaan voor zijn zoon Meindert. Dit bedrijf wist vele kleinere stijfselfabrieken van de markt te verdrijven. Dit leidde tot de oprichting, in 1895, van de N.V. Stijfselfabriek "De Bijenkorf". In 1899 werd deze vergezeld van de fabriek De Bij. Hier werd maisstijfsel, maizena en later ook pudding vervaardigd. Het logo was een bijenkorf met daaromheen zeven bijen, het geheel in een zeshoek geplaatst. In 1905 waren er 107 werknemers. De productie vond voornamelijk plaats op basis van mais en men produceerde naast maiszetmeel ook maisglutenvoer en maisolie.
In 1914 werd de stijfselfabriek Stam & Co. te Nijmegen overgenomen. Deze ging verder als N.V. Stijfselfabriek "Hollandia" en werd de eerste nevenvestiging van Honig. Hier werd tarwezetmeel geproduceerd, wat een grondstof was voor soepen en later ook voor vermicelli. Omstreeks 1924 werd de Oostzaanse tarwestijfselfabriek "De Arend" (voorheen: "Het Varken") van Arend Latenstein Azn (1853-1910) overgenomen. Deze brandde in 1925 af, waarna de productie naar Nijmegen werd overgebracht.
In de Tweede Wereldoorlog werd de fabriek gebruikt als schuilkelder. Gezinnen uit de hele buurt en de werknemers vonden er een veilig heenkomen bij bombardementen. Veel van het personeel werd opgeroepen om in Duitsland te werken. Het waren zware jaren, waarin Honig extra werd getroffen door twee persoonlijke drama's. In 1941 overleed de 'oude' Klaas Honig, hoofddirecteur van het bedrijf. In 1943 werd de jongere broer van Klaas, Evert Honig, door de Duitsers geëxecuteerd om zijn verzetswerk.
De Honig-fabrieken gingen in 1965 met een aantal Noord-Nederlandse aardappelzetmeelfabrieken van het Scholten-concern samen in Koninklijke Scholten-Honig, dat echter in 1978 surseance van betaling moest aanvragen. Er waren bedrijfsbezettingen te Foxhol en Koog aan de Zaan, om behoud van werkgelegenheid te eisen. De maiszetmeelfabriek ZBB De Bijenkorf werd gered door een staatsdeelname van 40%. De tarwezetmeelfabriek Latenstein in Nijmegen werd in 1978 gekocht door Wessanen. De voedingsmiddelenfabrieken en merkartikelen van Honig werden overgenomen door CSM, die ze in 2000 aan Heinz doorverkocht.

### Latere ontwikkelingen in Koog aan de Zaan en Nijmegen
De zetmeelfabriek De Bijenkorf is eind jaren 80 overgegaan naar het Belgische zetmeelconcern Amylum. Men had daar 228 medewerkers en produceerde graanmeel, graanvlokken, stijfsels, gelatine en kleefstoffen. Nog steeds was mais een zeer belangrijke grondstof. De vrijkomende maisgluten worden als veevoer verkocht. Het Britse concern Tate & Lyle, dat in reeds in 1988 een meerderheidsbelang in Amylum verwierf, nam in 2000 alle aandelen van Amylum over. Dit concern levert ingrediënten aan de voedingsmiddelenindustrie en het zwaartepunt ligt op de verwerking van korrelmaïs.
De voedingsmiddelenfabriek De Bij is in 1990 leeg komen te staan. In een deel van het gebouw kwam voedingsmiddelenbedrijf dr. Oetker, dat echter in 2005 sloot om de productie geheel naar de vestiging in Leeuwarden over te brengen. Het gebouw werd nu verkocht aan een projectontwikkelaar die er appartementen in wil bouwen en voor die tijd werd het een verzamelpand voor creatieve bedrijfjes.
De tarwezetmeelfabriek Latenstein is in 1992 doorverkocht aan Meneba en vervolgens in 1996 aan AVEBE. Uiteindelijk werd Latenstein in 2007 gesloten.
In september 2009 kondigde Heinz de sluiting aan van de Honig soep- en pastafabriek te Nijmegen. Honig was tachtig jaar op deze locatie actief. Ongeveer 240 mensen, vooral productiemedewerkers, verloren hun baan. Heinz gebruikte een deel van de opbrengst van de verkoop van de terreinen voor de uitvoering van een sociaal plan. De fabriek ging in 2012 dicht en de productie werd verplaatst naar Utrecht (Intertaste).

## Schuilkerk
Op het fabrieksterrein van het voormalige Honigcomplex in Koog aan de Zaan bevindt zich sinds de 17e eeuw de doopsgezinde vermaning, een schuilkerk die oogt als een boerderij.